# Mimosybra biplagiata
Mimosybra biplagiata es una especie de escarabajo del género Mimosybra, familia Cerambycidae. Fue descrita científicamente por Breuning en 1939.
Se distribuye por Filipinas. Posee una longitud corporal de 14-16 milímetros. El período de vuelo de esta especie ocurre en el mes de julio.